# 1523 Pieksamaki
1523 Pieksamaki је астероид главног астероидног појаса са средњом удаљеношћу од Сунца која износи 2,241 астрономских јединица (АЈ).
Апсолутна магнитуда астероида је 12,3.